# Drumul european E420
Drumul european 420 este un drum care leagă Nivelles de Reims, trecând prin Charleroi și Charleville-Mézières.

## Istoric
Acest număr european a fost introdus în același timp în care se preciza un proiect de construire a unei noi autostrăzi între Charleroi (Belgia) și Charleville-Mézières (Franța).
- octombrie 2017: deschiderea tronsonului de 4,6 km între Frasnes și Ry de Rome[1];
- decembrie 2017: deschiderea tronsonului de 10 km între Rocroi și Le Piquet[2];
- iulie 2018: deschiderea tronsonului de 21 km între Le Piquet și La Francheville[3];
- septembrie 2019: deschiderea tronsonului de 8,1 km între Ry de Rome și frontiera belgo-franceză (Brûly-Gué d'Hossus)[1].

## Traseu
| Belgia |                               |                      |                              |
|        | Traseu                        |                      | Intersecții Drumuri Europene |
| A54    | Nivelles - Charleroi          | Nivelles             | E19                          |
| A54    | Nivelles - Charleroi          | Charleroi            | E42                          |
| R9     | Charleroi                     |                      |                              |
| RN5    | Charleroi - Le Brûly          |                      |                              |
| Franța |                               |                      |                              |
| RN51   | Gué-d'Hossus - Rocroi         |                      |                              |
| A304   | Rocroi - Charleville-Mézières | Charleville-Mézières | E44 E46                      |
| A34    | Charleville-Mézières - Rethel |                      |                              |
| RN51   | Rethel - Witry-lès-Reims      |                      |                              |
| A34    | Witry-lès-Reims - Reims       | Reims                | E17 E46 E50                  |